# دعامة البندقية
دعامة البندقية أو دعامة السلاح هي عبارة عن بندقية مشابه لبندقية حقيقي تٌسخدم أولوياً في الأفلام أو المسرح. كدعامة, هذه الأسلحة تقسم إلى أسلحة غير قادرة على إطلاق النار وأسلحة قادرة على إطلاق النار. الأسلحة تخضع للقيود من قبل القانون وأنظمة الحماية في الاستخدام بسبب الإصابات الكامنة.

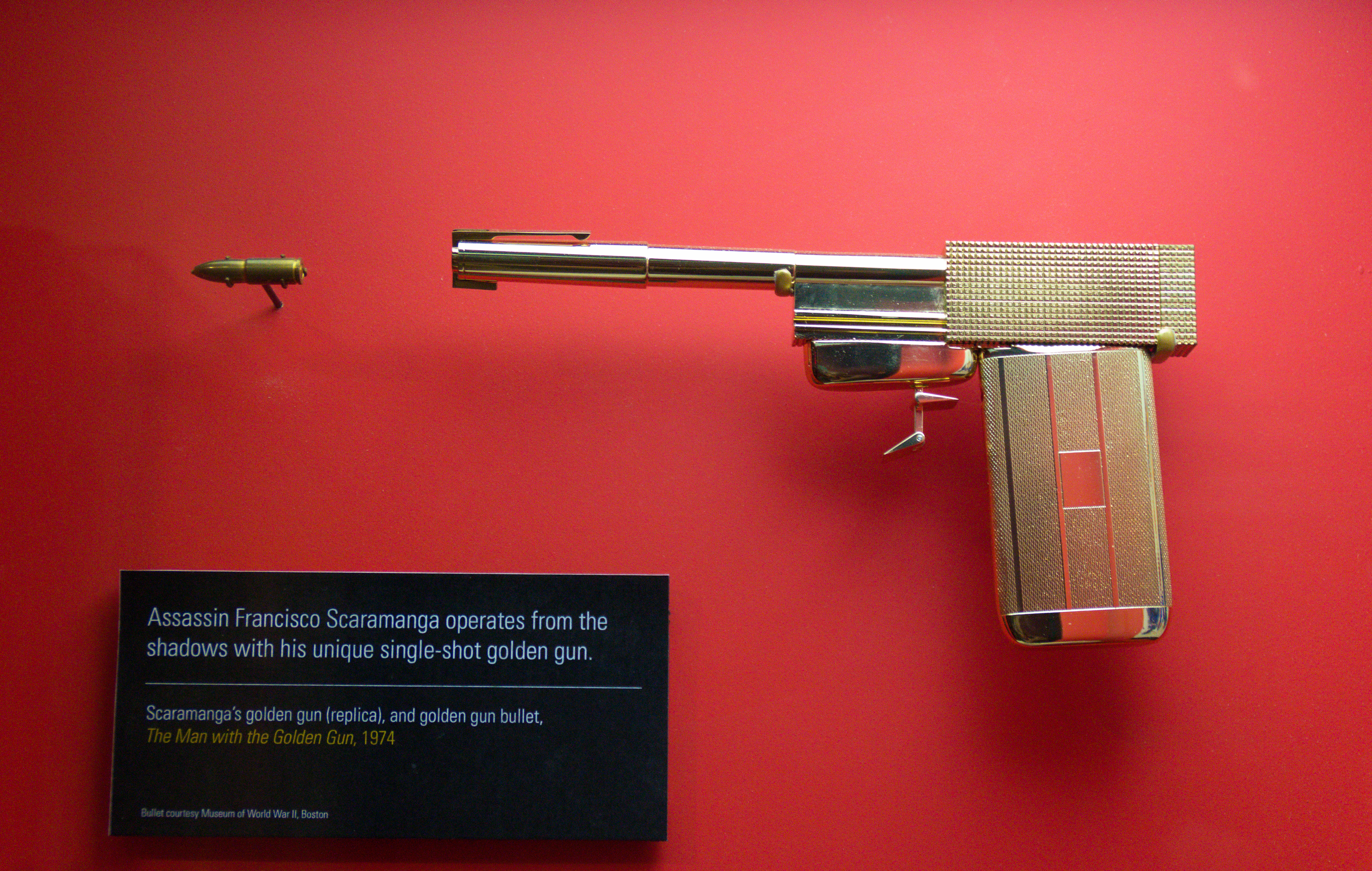
الدعامة المستعملة في فيلم الرجل ذو المسدس الذهبي

## الأسلحة الغير الحقيقة
الأسلحة المستخدمة في المسرح يمكن أن تٌصنع من معدن أو صمغ نباتي أو بلاستك أو مطاط. تكون غير قادرة على إطلاق النار.

## حوادث مميتة
- في عام 1984, قٌتل الممثل جون إيريك هيكسوم نفسه بإصابة في الرأس برصاصة عند تصوير مشهد لعب الروليت الروسي في فلم.
- في عام 2017, أحد ممثلين المشاهد الخطرة والذي يدعى جون أوفنر قٌتل بحشوة رصاصة بندقية أثناء تصوير مشهد من مقطع موسيقي.[1]
- في عام 2021, المصورة السينمائية هاليانا هاتشينز قتلت في مشهد من فلم راست بجولة مباشرة أٌفترضت إنها رصاصة أثناء التحقيق.[2]